# Adrien Trybucki
Adrien Trybucki, né le 13 mai 1993 à Toulouse, est un compositeur français de musique contemporaine, notamment dans les domaines de la musique instrumentale, de la musique vocale, de la musique mixte et de la musique électroacoustique.

## Biographie

### Formation
Violoncelliste de formation, Adrien Trybucki s'oriente jeune vers la composition : à treize ans, sa première œuvre orchestrale est créée par l’orchestre du conservatoire à rayonnement régional de Toulouse.
Au conservatoire à rayonnement régional de Toulouse de 2004 à 2014 il étudie le violoncelle, l’écriture, l’analyse, la direction d’orchestre, l’histoire des arts, la composition instrumentale et vocale avec Guy Olivier Ferla et la composition électroacoustique avec Bertrand Dubedout.
Il étudie ensuite au Conservatoire national supérieur de musique et de danse de Lyon auprès de Philippe Hurel, où il oriente son travail vers la musique mixte et obtient en 2018 le diplôme de deuxième cycle supérieur de création musicale valant grade de master.
Enfin, il suit l'année suivante le cursus de composition et d'informatique musicale de l'Institut de recherche et coordination acoustique/musique.
Il complète sa formation de compositeur lors du programme Voix nouvelles de la Fondation Royaumont et d'autres classes de maîtres et académies en France et à l'international.

### Carrière de compositeur
Rapidement reconnu, le prix Île de créations lui est décerné pour sa pièce d’orchestre Cinq Visions alors qu'il n'a que vingt ans, faisant de lui le plus jeune compositeur programmé par l'émission Alla breve sur France Musique.
Finaliste de différents concours internationaux,, il reçoit le prix de la Fondation Francis-et-Mica-Salabert en 2018.
En résidence à la Cité internationale des arts de Paris en 2018–2019, il reçoit à vingt-cinq ans une commande de Radio France pour le Festival Présences et est lauréat en 2019 du prix Nadia-et-Lili-Boulanger de l'Académie des beaux-arts (Institut de France).
En 2021, il est lauréat du programme de commande publique Mondes nouveaux.
En 2024, il reçoit le prix Pierre-Cardin de l'Académie des beaux-arts.
La musique d'Adrien Trybucki est notamment interprétée par l’Orchestre national d'Île-de-France, l'Ensemble intercontemporain, l'Ensemble orchestral contemporain, l'Ensemble Court-Circuit, le Talea Ensemble, L'Itinéraire, le Divertimento Ensemble,, le Chœur de chambre philharmonique estonien, Musicatreize et la Maîtrise de Toulouse, sous la direction de Jean Deroyer, Bruno Mantovani, Daniel Kawka, Fabrice Pierre ou encore Sandro Gorli,.
Le compositeur collabore également avec le quatuor Diotima, les solistes de l'Orchestre national du Capitole de Toulouse, le Trio K/D/M, le duo XAMP et des solistes de sa génération.
Ses œuvres sont jouées en France et plus d'une quinzaine de pays à travers le monde,,,,,, notamment du Festival Présences, du Festival ManiFeste,, du Festival Ensemble(s), de la Biennale des musiques exploratoires, du Cheltenham Music Festival, du Festival de Lucerne, du Festival Archipel,, du Forum ByPass et du Festival Occitania à Toulouse.
Elles sont également diffusées à la radio sur France Musique,, BBC Radio 3, Espace 2 (RTS) et Yle Radio 1.

### Autres activités
De 2018 à 2020, Adrien Trybucki est coordinateur pédagogique du département de création musicale du Conservatoire national supérieur de musique et de danse de Lyon.
De 2020 à 2024, il est membre du conseil d'administration du Syndicat français des compositrices et compositeurs de musique contemporaine, dont il devient successivement trésorier en mars 2021, vice-président en juin 2021 puis président en juin 2022.
Il est par ailleurs membre de commissions d'attribution d'aides du Centre national de la musique et de la Maison de la musique contemporaine.

## Œuvres
Le catalogue d'Adrien Trybucki comporte près d'une quarantaine d'œuvres,, publiées par les Éditions Durand (Universal Music Publishing Classical), et BabelScores.

### Musique instrumentale et vocale
- Les étoiles s'évaporent pour trio de percussions. 2024. 18 min. Commande d'Eklekto Geneva Percussion Center.
- Maelström pour hautbois. 2024. 4 min. Commande de l'Ensemble Court-Circuit.
- Brevis I pour hautbois. 2023. 1 min. Commande de l'Ensemble Ars nova.
- Unobtainium pour ensemble de sept musiciens. 2022. 16 min. Aide à l’écriture d’une œuvre musicale originale du ministère de la Culture.
- Anamorphein pour marimba, vibraphone et accordéon. 2022. 12 min. Commande de la Compagnie Cadéëm et du Festival de Lucerne (cadence de marimba).
- En stries pour duo d'accordéons électro-XAMP. 2021. 4 min. Commande d'Opera Aperta.
- Clastes pour clarinette et huit voix mixtes. 2018. 10 min. Commande de Radio France et Musicatreize[19],[10].
- Des strobes pour flûte, clarinette basse et violoncelle. 2018. 10 min. Commande de l'ensemble Zellig.
- Ondulació pour flûte, alto, guitare électrique et deux percussions. 2018. 7 min. Commande de la Hochschule für Musik und Theater Hamburg[23].
- Après Danaos pour quatuor de flûte. 2017. 7 min.
- Mikropsia pour ensemble de neuf musiciens. 2017. 10 min.
- Jeux magnétiques pour orgue. 2017. 10 min. Commande de Simon Bollenot.
- Heroa pour orchestre. 2017. 10 min.
- Processó pour flûte, clarinette, harpe et deux percussions. 2016. 11 min. Commande des Clefs de Saint-Pierre[20].
- Voyelles pour soprano, flûte, violoncelle et piano sur un texte d'Arthur Rimbaud. 2016. 7 min. Commande de Toulouse Mélodie Française.
- Spira pour trio à cordes. 2016. 10 min.
- Amadinda pour vibraphone préparé. 2016. 10 min. Commande de Baptiste Ruhlmann.
- Guèrra a la guèrra pour soprano, basse, flûte, violon et accordéon sur un texte d'Alem Surre-Garcia. 2015. 15 min. Commande de l'Institut d'études occitanes de Haute-Garonne[33].
- Fragments d'opale pour flûte à bec et percussion ou piccolo et percussion. 2015. 10 min.
- Magma pour ensemble de huit ou quatorze musiciens. 2015. 8 min.
- In-quarto pour violon, violoncelle, piano et accordéon. 2014. 8 min.
- Jeu muet pour chœur d’enfants. 2013. 10 min. Commande de la Maîtrise de Toulouse.
- In-octavo pour ensemble de huit musiciens. 2013. 14 min.
- Cinq visions pour orchestre. 2013. 10 min. Commande de l'Orchestre national d'Île-de-France, Radio France et Musique nouvelle en liberté[2],[5],[6].
- Pulsus I pour vibraphone. 2013. 8 min. Commande de Lucas Gerin.

### Musique mixte
- Encre simulacre pour double chœur et électronique sur un texte de Jacques Roubaud. 2024. 15 min. Commande de l'Institut de recherche et coordination acoustique/musique et du Centre de musique baroque de Versailles.
- Lueurs réminiscentes pour trio de percussions et électronique. 2024. 17 min. Commande d'Eklekto Geneva Percussion Center.
- Un élan pour ensemble de sept musiciens et électronique. 2024. 17 min. Commande de l'Ensemble Court-Circuit.
- Entrecimamen pour seize voix mixtes spatialisées. 2023. 20 min. Commande du Centre des monuments nationaux dans le cadre du programme de commande publique Mondes nouveaux.
- Eksp pour trompette et électronique. 2021. 8 min. Commande d'Arthur Escriva.
- Séquelles d'instants pour clarinette et électronique. 2020. 10 min. Commande des Domaines acoustiques.
- Limen pour chœur et électronique. 2020. 12 min. Commande de l'Institut de recherche et coordination acoustique/musique.
- Diffrakt pour ensemble de seize musiciens et électronique. 2020. 16 min. Commande de Grame et de l'Ensemble orchestral contemporain.
- Rapides diaprés pour soprano et électronique. 2019. 8 min.
- Mutatis mutandis pour batterie, électronique et vidéo ad libitum. 2018. 11 min. Commande d'Emil Kuyumcuyan.
- Infinite extension pour ensemble de six musiciens et électronique. 2017. 11 min. Commande du Switch Ensemble[44].
- Nubem pour quatuor à cordes et électronique. 2017. 9 min.
- Trabum pour ensemble de dix musiciens et électronique. 2017. 12 min.
- Rotor pour cinq percussions et électronique. 2016. 15 min. Commande de l'ensemble Oh My GonG.
- Après Achéloos pour hautbois, vibraphone, violoncelle et électronique. 2015. 10 min. Commande de Sylvain Devaux, Émilie Girard-Charest et Galdric Subirana.
- Raíces pour ensemble de sept musiciens et électronique. 2015. 12 min. Commande du Pavillon italien de l'Exposition universelle de 2015 à Milan[8].

### Musique électroacoustique
- Au doux rivage pour électronique. 2016. 6 min.
- Ipnosi pour électronique. 2014. 10 min.

## Récompenses
- 2024 : Prix Pierre-Cardin de l'Académie des beaux-arts (Institut de France)[13].
- 2019 : Prix Nadia-et-Lili-Boulanger de l'Académie des beaux-arts (Institut de France)[11].
- 2018 : Prix de la Fondation Francis-et-Mica-Salabert[9].
- 2014 : Prix Île de créations remis par l'Orchestre national d'Île-de-France, Radio France, Musique nouvelle en liberté, les Éditions Durand et la Société des auteurs, compositeurs et éditeurs de musique[2],[5],[6].